# Alliance universitaire UETW
Le Centre de l'Union européenne à Taiwan (UETW) est une alliance universitaire à Taiwan, financée par la Commission européenne, fondée par l'Université nationale de Taïwan (NTU). Son siège social est également situé à NTU.

## Histoire
Depuis 1998, l'Union européenne (UE) a commencé à créer des centres de l'Union européenne (variantes de nom) dans des universités prestigieuses dans les pays développés à travers le monde. En 2016, il existe 32 centres de ce type dans le monde, tels que les États-Unis, le Canada, le Japon, la Corée, l'Australie, la Russie, la Nouvelle-Zélande, Taiwan et Singapour.
2008: Le consortium du Centre de l'Union européenne à Taiwan (UETW) se compose de sept universités taiwanaises les plus complètes / internationalisées, l'Université nationale de Taiwan (NTU) a signé le Grand Accord avec la Commission européenne.
2009: L'Alliance universitaire UETW a été fondée.

## Membres
| # | Institution                      | Ville           | Affiliation internationale                                                    | URL                          |
| - | -------------------------------- | --------------- | ----------------------------------------------------------------------------- | ---------------------------- |
| 1 | Université nationale de Taiwan   | Taipei          | AACSB, AEARU, APRU, ASAIHL, UMAP                                              | Siège social, Page d'accueil |
| 2 | Université nationale Chengchi    | Taipei          | AACSB, AALAU, APSIA, BGS, EQUIS, UMAP                                         | Page d'accueil               |
| 3 | Université catholique Fu-Jen     | Nouveau Taipei  | AACSB, AALAU, ACUCA, AJCU-EAO, APQN, AWS Educate, BGS, GLP, IAJBS, IFCU, UMAP | Page d'accueil               |
| 4 | Université Tamkang               | Nouveau Taipei  | IAU, UMAP                                                                     | Page d'accueil               |
| 5 | Université nationale Chung-Hsing | Taichung        | UMAP                                                                          | Page d'accueil               |
| 6 | Université nationale Sun Yat-sen | Kaohsiung       | AACSB, UMAP                                                                   | Page d'accueil               |
| 7 | Université nationale Dong-Hwa    | Comté d'Hualien | AACSB, UMAP                                                                   | Page d'accueil               |

## Voir également
- Système national de l'Université de Taiwan (Triangle NTU)